# 中ノ島 (和歌山県)
中ノ島（なかのしま）は和歌山県東牟婁郡那智勝浦町にある島である。

## 概要
那智勝浦町は紀伊半島の南東端に位置し、熊野灘に面する海岸線は複雑なリアス式を成し、いくつもの天然の港を有している。なかでも勝浦港は狼煙（のろし）半島と中ノ島に守られる良港で、日本でも有数の近海マグロの漁業基地である。勝浦港の入り口に浮かぶ中ノ島は、島全体が「熊野別邸 中の島」の敷地になっており、南紀勝浦を代表する温泉ホテルの一つとして多くの観光客を集めている。
現在では、水道は本土から海底送水により供給されているが、かつては島内で使用する水を船で運搬していた。

## 交通
那智勝浦観光桟橋から中ノ島までホテルの宿泊客専用船が運行されている（3分）。